# DANCING QUEEN
DANCING QUEENは2000年8月30日に発売された小比類巻かほる33枚目のシングル。

## 概要
タイトル曲はABBAのカヴァーで、カップリング曲がオリジナル曲で構成される。タイトル曲がテレビ東京系『青い衝撃』エンディングテーマとして使用された。ポリドールから発売された唯一のシングル。

## 収録曲
1. DANCING QUEEN
2. GONNA BE HAPPY
3. DANCING QUEEN (オリジナル・カラオケ)
4. GONNA BE HAPPY (オリジナル・カラオケ)